# Ignasi Puig Claret
Ignasi Puig Claret (Manresa, Barcelona, 8 de abril de 1962) es un empresario de la publicidad, socio fundador de la agencia SCPF (que forma parte del holding WPP) y CEO de SCPF América.

## Carrera
En 1985 comienza su trayectoria profesional dentro del mundo de la publicidad en la agencia Delvico Bates, en la que permanece hasta 1987. En 1989 es nombrado director general de la oficina en Barcelona de la agencia de publicidad Backer Spielvogel Bates hasta que en 1992 se produce la fusión de las agencias Delvico y BSB; Puig es nombrado director general de la nueva compañía.
En enero del año 1996 crea en Barcelona junto a otros tres socios provenientes de Delvico Bates la agencia de publicidad SCPF, cuyo nombre se forma con las iniciales de sus cuatro socios: Toni Segarra, Luis Cuesta, el propio Puig y Félix Fernández de Castro; Puig pasa a ocupar el puesto de Consejero Delegado. En 1998 SCPF abre oficina en Madrid y gana concursos para desarrollar campañas de IKEA, BMW, Vodafone e ING, entre otros.
En el año 2000 el holding publicitario WPP compra el 30% de las acciones de SCPF, y ambas agencias integran una empresa de marketing directo, Mr. John Sample, con Puig Claret como parte del equipo directivo.
En 2005 WPP completa la adquisición de SCPF; a raíz de la venta, Ignasi Puig inicia en Miami SCPF América con Subway y HSBC entre sus primeros clientes, y posteriormente Procter & Gamble, Unilever, Coca Cola, Banco Santander, Banco Sabadell, Mazda, Johnson & Johnson, Revlon, entre otros. También ONGs como Partnership for a Drug Free America, Cruz Roja y Médicos sin Fronteras, entre otros. La empresa abrió oficinas en Nueva York, Ciudad de México, Buenos Aires y Bogotá. 
En 2018 la agencia de publicidad J. Walter Thompson lo convocó para dirigir la agencia MiNY.

## Premios
Con SCPF, Puig Claret ganó premios en el Festival Internacional de Cannes y el Festival Iberoamericano de la Comunicación Publicitaria, Premios IAB y premios Effie. En 2009 la agencia fue reconocida con el Premio de Excelencia Creativa de Coca-Cola en Atlanta.